# Городское поселение посёлок Кировский (Курская область)
Городское поселение посёлок Кировский — муниципальное образование в Пристенском районе Курской области Российской Федерации.
Административный центр — рабочий посёлок Кировский.

## История
Городское поселение посёлок Кировский образовано Законом Курской области от 21 октября 2004 года № 48-ЗКО «О муниципальных образованиях Курской области».

## Население
| 2009  | 2010  | 2011  | 2012  | 2013  | 2014  | 2015  |
| ----- | ----- | ----- | ----- | ----- | ----- | ----- |
| 2768  | ↗2851 | ↘2835 | ↘2782 | ↘2730 | ↘2690 | ↘2682 |
| 2016  | 2017  | 2018  | 2019  | 2020  | 2021  |       |
| ↘2678 | ↘2645 | ↘2637 | ↘2563 | ↘2507 | ↗2529 |       |

## Состав городского поселения
| № | Населённый пункт | Тип населённого пункта                  | Население |
| - | ---------------- | --------------------------------------- | --------- |
| 1 | Кировский        | рабочий посёлок, административный центр | ↘2447     |
| 2 | Озерский         | посёлок                                 | ↗82       |